# Hans-Peter Buchleitner
Hans-Peter Buchleitner (* 24. November 1960 in Wolfsberg) ist ein ehemaliger österreichischer Fußballspieler und -trainer. Als Spieler wurde er hauptsächlich im Mittelfeld eingesetzt.

## Karriere
Buchleitner begann im Alter von acht Jahren mit dem Fußballspielen. In seiner Heimatstadt durchlief er sämtliche Jugendmannschaften des ATSV Wolfsberg und stand dort ab 1976 im Kader der ersten Mannschaft.

### Spieler
Drei Jahre lang spielte Buchleitner bei seinem Stammverein in der Kärntner Unterliga. Zur Saison 1979/80 wechselte er zum SV St. Veit in die 2. Division. 1981 absolvierte er drei Spiele für die österreichische U-21-Auswahl.
Durch seine guten Leistungen im Nachwuchsteam wurde die Wiener Austria auf den 20-jährigen Mittelfeldspieler aufmerksam. In der Winterpause wurde er zu einem Probetraining eingeladen und nahm im Januar 1982 an einer Auslandstournee nach Kamerun teil. In der Folge wurde er von den Wienern unter Vertrag genommen. Der Cupsieg 1982 bedeutete seinen ersten (und einzigen) nationalen Titelgewinn und bescherte ihm in der folgenden Saison drei Einsätze im Europacup der Cupsieger. Er konnte sich jedoch im äußerst starken Kader der Austria nicht durchsetzen und wurde Anfang 1983 an den Ligakonkurrenten 1. Simmeringer SC verliehen.
Zu Beginn der Saison 1983/84 kehrte er nach Kärnten zurück und spielte ab dann für SK Austria Klagenfurt. In den sechs Jahren in Klagenfurt erarbeitete er sich die Kapitänsschleife und bestritt insgesamt 150 Bewerbsspiele (144 × Meisterschaft, 3 × ÖFB-Cup, 3 × Intertoto-Cup). Dem Abstieg in die 2. Division im Jahr 1989 musste er jedoch tatenlos zusehen, da er wegen eines Schienbeinbruchs für die gesamte Frühjahrssaison ausfiel. 1990 kehrte er schließlich als Spielertrainer zu seinem Jugendverein ATSV Wolfsberg in die Kärntner Liga zurück.

### Trainer
Sein Engagement als Spielertrainer dauerte bis 1993. In den folgenden Jahren trainierte er mehrere Kärntner Vereine in den unteren Spielklassen (3. bis 5. Leistungsstufe), unter anderem den späteren Bundesligisten Wolfsberger AC. 2006 übernahm er die Leitung des Nachwuchszentrum Lavanttal. Zwei Jahre später nahm Buchleitner erneut auf der Trainerbank des nunmehrigen WAC/St. Andrä Platz. Er betreute die Wolfsberger in der Regionalliga Mitte bis zur Aufstiegssaison 2009/10, beendete jedoch sein Engagement sechs Spieltage vor Saisonende. Die Mannschaft stand zu diesem Zeitpunkt auf dem dritten Tabellenrang.